# Characidium steindachneri
Characidium steindachneri es una especie de peces de la familia Crenuchidae en el orden de los Characiformes.

## Morfología
Los machos pueden llegar alcanzar los 4,1 cm de longitud total.

## Hábitat
Vive en zonas de clima tropical entre 22 °C - 25 °C de temperatura.

## Distribución geográfica
Se encuentran en Sudamérica:  cuencas de la Guayana y de los ríos  Amazonas y Orinoco.